# Новотавларово (Буздяцький район)
Новотавла́рово (рос. Новотавларово, башк. Яңы Таулар) — присілок у складі Буздяцького району Башкортостану, Росія. Входить до складу Тавларовської сільської ради.
Населення — 269 осіб (2010; 327 у 2002).
Національний склад:
- башкири — 67 %
- татари — 33 %